# Morella (Poe)
Morella ist eine 1835 erschienene Erzählung von Edgar Allan Poe, in deren Mittelpunkt die Frage der Identität zweier unterschiedlicher Personen steht.

## Handlung
Der namenlose Ich-Erzähler hat in Morella durch Zufall eine Freundin von höchster Gelehrsamkeit gefunden. Für sie glüht seine Seele mit einer Glut, die jedoch keine Liebe ist. Sie heiraten, Morella schließt sich ganz dem Erzähler an, der zu ihrem Schüler wird. Die deutschen Philosophen Fichte und Schelling stehen im Mittelpunkt von Morellas Studien, sie setzt sich mit der Frage der Identität auseinander. Im Laufe der Zeit verwandelt sich die anfängliche, wenn auch nur geistige Zu- in Abneigung. Der Ich-Erzähler beginnt, den Tod Morellas herbeizusehnen, und tatsächlich beginnt sie, in zunehmendem Maße zu verfallen, wobei die Symptome (die roten Wangenflecken) auf Tuberkulose schließen lassen. Als Morella ihren Tod herannahen spürt, eröffnet sie dem Erzähler: „ich sterbe. Doch in mir ist ein Unterpfand der Neigung - ach, welch geringer -, die du mir entgegenbrachtest. Und wenn mein Geist mich verlässt, wird das Kind leben, dein Kind und meines!“ Sterbend schenkt sie einer Tochter das Leben, die der Ich-Erzähler ungetauft aufwachsen lässt. Von Tag zu Tag wird sie Morella ähnlicher, und als die Zehnjährige schließlich getauft wird, drängt sich dem Ich-Erzähler nur ein Name für sie auf die Lippen: Morella. Kaum hört die Tochter den Namen ihrer Mutter, erwidert sie: „Hier bin ich!“ Sie überlebt diesen Moment nicht lange, und als der Ich-Erzähler sie in die Gruft trägt, findet er dort keine Spur vom Leichnam ihrer Mutter.

## Deutung
Die Erzählung beschreibt das verstörende Wiedererstehen einer Identität in einer anderen, und zwar in einem Maße, das über die (genetisch bedingte) Ähnlichkeit zwischen Mutter und Tochter hinausgeht: Die Mutter ist die Tochter. Warum Poe diese Geschichte nicht nur geschickt und effektsicher komponierte, warum er sie schreiben musste, ergibt sich wohl nur aus seiner Biographie. Während er sie schrieb, saß seine 10-jährige Cousine Virginia Clemm neben ihm und erschien ihm, dem früh Verwaisten, als Reinkarnation seiner früh verstorbenen Mutter, der Schauspielerin Elizabeth Poe, der ersten Morella, die er liebte mit einer Liebe, die geschlechtliche Liebe nicht sein durfte, weshalb sie sich in Hass verkehrt.
Wie die 'erste' Morella ohne geschlechtliche Liebe vom Ich-Erzähler schwanger geworden sein soll, ist ein Geheimnis, das dieser (und Poe) für sich behält. Freilich stützt dieser Haken des Plots wiederum die absolute Ähnlichkeit zwischen Mutter und Tochter, denn die letztere wirkt wie durch Parthenogenese erzeugt, um nicht zu sagen: wie geklont.
In Morella spiegelt sich auf einer anderen Bedeutungsebene ebenso das philosophische Verhältnis Poes zum deutschen Idealismus. Der Ich-Erzähler betont ausdrücklich, dass die in Preßburg geborene Morella ihn mit den „mystischen Schriften“ der deutschen Philosophen vertraut gemacht hat, vor allem mit dem Pantheismus Fichtes und der Identitätslehre Schellings. Zunächst versucht der Erzähler jedoch, sich aus den „verworrenen Gefilde[n] ihrer Gedankenwelt“ zu lösen, kann indes nicht verhindern, dass „aus der Asche einer toten Philosophie einige düstere, tiefgründige Worte aufglimmen“, deren sonderbarer Sinn sich seinem Gedächtnis einbrennt. Er hat Morella nie geliebt; seine Entfremdung beginnt am ersten Tage ihrer Verbindung, die schließlich zum Tode Morellas führt – und genau diesen Tod hat der Erzähler herbeigesehnt. In Gestalt der gemeinsamen Tochter ersteht Morella nun in der Wahrnehmung und Imagination des Ich-Erzählers nach ihrem Tode unabwendbar wieder wie der Phoenix aus der Asche.